# Temecla peona
Temecla peona is een vlinder uit de familie van de Lycaenidae. De wetenschappelijke naam van de soort werd als Thecla peona in 1874 gepubliceerd door William Chapman Hewitson.